# Bodianus albotaeniatus
Bodianus albotaeniatus (Valenciennes, 1839) è un pesce di acqua salata appartenente alla famiglia Labridae.

## Descrizione
Presenta un corpo compresso lateralmente, non particolarmente alto né allungato, con il muso appuntito. Le pinne sono gialle. La colorazione varia nel corso della vita del pesce, anche se sono sempre presenti striature orizzontali lungo i fianchi, grigie nei giovani. Negli esemplari giovanili il dorso è coperto da una fascia giallastra, mentre la seconda metà del corpo è più scura di quella anteriore, pur non essendo coperta da una macchia dai bordi definiti come nel simile Bodianus bilunulatus. Quest'area scura tende a ridursi con la crescita fino a trasformarsi in una macchia nera sopra al peduncolo caudale e sparire nei maschi adulti. Gli adulti sono prima bianchi-grigiastri con striature marroni tendenti al rosso e il dorso giallo, poi rossi scuri con le striature meno evidenti e il ventre grigio-blu. Nei maschi adulti la pinna caudale è a mezzaluna e nera.
Somiglia molto a B. bilunulatus e a B. busellatus, di cui era considerato sinonimo in passato. Non supera i 32,8 cm.

## Biologia

### Comportamento
Gli esemplari giovanili occasionalmente puliscono altri pesci più grossi nutrendosi dei loro parassiti esterni.

### Riproduzione
È oviparo, la fecondazione è esterna ed è ermafrodita proteroginico. Non sono presenti cure parentali.

## Distribuzione e habitat
Proviene dalle barriere coralline delle Hawaii e Atollo Johnston, nell'oceano Pacifico. Vive a profondità che variano tra 8 e 35 m su fondali rocciosi, arrivando solo occasionalmente a 110.

## Conservazione
Questa specie, nonostante l'areale ristretto, è classificata come "a rischio minimo" (LC) dalla lista rossa IUCN perché non è minacciata da particolari pericoli e viene pescata raramente in zone che non sono sfruttate dall'acquariofilia.